# Vincenc Maria Josef Libštejnský z Kolovrat
Vincenc Maria Josef hrabě Libštejnský z Kolovrat (též Kolowrat-Liebsteinský, německy Vinzenz Maria Joseph Graf von Kolowrat-Liebsteinsky, 11. květen 1749 (1750), Černíkovice – 7. prosinec 1824, Vídeň) byl příslušník libštejnské větve rodu Kolovratů, jednoho z nejstarších českých šlechtických rodů. Věnoval se vojenské kariéře, stal se kapitánem tělesné gardy, podmaršálem 4. rusko-rakouské pěchoty, získal Řád zlatého rouna, a byl jmenován 54. velkopřevorem maltézských rytířů. Nikdy se neoženil a zemřel bezdětný.

## Rodina
Narodil se jako syn Františka Josefa I. hraběte Libštejnského z Kolovrat (1718–1758), nejvyššího komisaře pro armádu v Čechách a Marie Karolíny hraběnky z Waldsteina (1724–1782). Měl dalších pět sourozenců, z nichž nejúspěšnějším se stal František Josef II. hrabě Libštejnský z Kolovrat (1747–1829), který se stal c.k. císařským komořím, čestným skutečným tajným radou a čestným balivem a velkokřižníkem řádu maltézských rytířů. Proslavil se jako významný mecenášem umění a kultury a sběratel umění. Podpořil například vznik obrazárny Společnosti vlasteneckých přátel umění (dnešní Národní galerie v Praze).
Vincenc Maria hrabě Kolovrat-Libštejnský se nikdy neoženil a zemřel v roce 1824 bezdětný. Byl pochován v rodové hrobce v Rychnově nad Kněžnou.

## Kariéra a vyznamenání

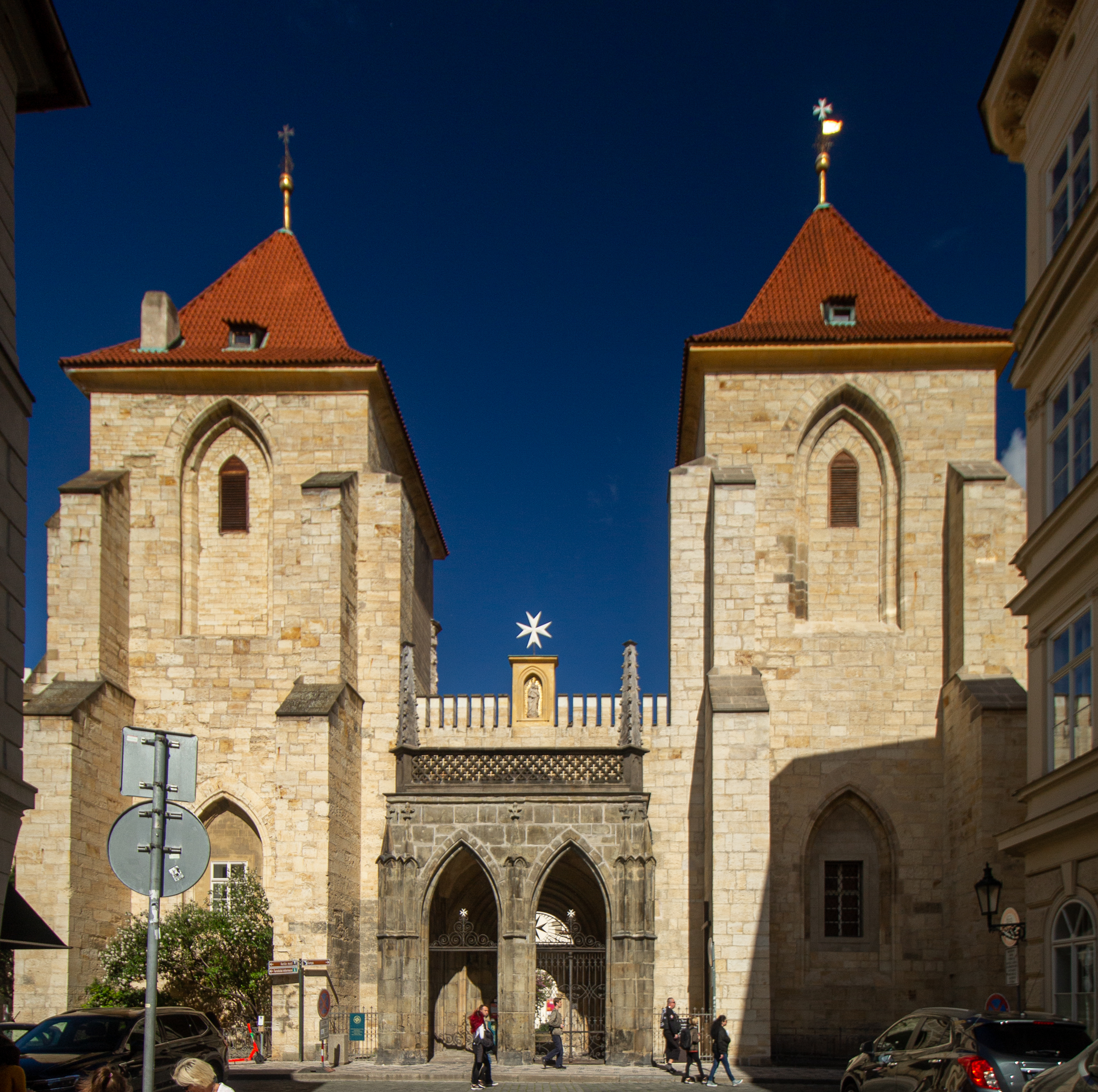
Malá Strana, maltézský kostel Panny Marie pod řetězem

Vincence Mariu čekala úspěšná vojenská kariéra, vojenství se věnoval prakticky celý život. Stal se mistrem polního tažení, kapitánem tělesné trabantské gardy a velkopřevorem maltézských rytířů v Čechách, a to v letech 1819–1824. Dosáhl tak skvělé vojenské kariéry, během níž získal vysoká vojenská ocenění. Za zásluhy o dobytí nepřátelského tábora Calafat ve válce s Turky 26. 9. 1790 dostal rytířský kříž vojenského řádu Marie Terezie. Za bitvu u Limburgu (u Neuwied) nedaleko Koblenze 18. dubna 1797 byl oceněn komandérským křížem.